# Bodenwerder
Bodenwerder település Németország Alsó-Szászország tartományában. A város jódtartalmú sósfürdőiről nevezetes. Lakosainak száma 5618 fő (2023. december 31.).

## Fekvése
Hildesheimtől délnyugatra, a Weser folyó völgyében fekvő település.

## Története
Nevét először 1284-ben említette oklevél, 1287-ben kapott városi jogot. 1289-ben már jelentős híd vezetett át itt a Weser folyón, amely létrehozta a kapcsolatot Hameln-Paderborn és Einbeck-Frankfurt am Main között. 1340 körül épültek a városfalak és tornyok.
Statius von Münchhausen (1555–1633) a nagy vagyonnal rendelkező ezredes-zsoldosvezér, Hilmar von Münchhausen (1512–1573) fia kastélyt építtetett itt, azonban elsősorban a fontos beverni és leitzkaui kastélyaiban élt, de egy ehhez hasonló hivatalos rezidenciát Bolzumban is építtetett.
Egyik leszármazottjuk volt Karl Friedrich Hieronymus von Münchhausen is, aki nyugalomba vonulása, 1750 után bodenwerderi birtokára költözött.
1810 és 1813 között a város a Vesztfáliai Királysághoz és Bodenwerder kerület Rinteln kantonhoz tartozott.
1935-ben a város megvásárolta Münchhausen báró kastélyát, és azóta is városházaként használja. Egy emlékszobát is berendeztek itt a város leghíresebb fiának.
Bodenwerder akkoriban a Hannoveri Elektorházhoz tartozott (1814-től Hannover Királyságában). Hannover 1866-os odacsatolásával Bodenwerder is Nyugat-Poroszországhoz került.

## Nevezetességei
- Városháza (Rathaus) – Münchhausen szülőháza volt, amelyben külön szoba őrzi emlékét.
- Jódtartalmú fürdője – kútját 1886-ban fúrták.
- Kolostor (Kloster Kemnade)

## Itt születtek, itt éltek
- Johann Bernhard Friese (1643–1726), ügyvéd
- Christian Heinrich Behm (1662–1740), apát az Amelungsborn kolostorban
- Karl Friedrich Hieronymus von Münchhausen (1720–1797), Münchhausen báró – A nemes lovag 1738-tól több éven át állt az orosz cári udvar szolgálatában, majd onnan visszatérve írta meg kalandos történeteit, amelyek 1785-ben jelentek meg Londonban "Baron Münchhausens Narrative of his Marvellous Travels and Campaings in Russia" (Münchhausen báró leírásai oroszországi utazásairól és haditevékenységéről) címmel.
- Julius Scharlach (1842–1908) ügyvéd és gyarmati vállalkozó
- Hermann August von Münchhausen (1856–1922), földtulajdonos és lótenyésztő
- Wilhelm Beye (1881–1960), mezőgazdasági termelő, politikus (DVP)
- Ernst Katzenstein (1897–1989), ügyvéd
- Erich Hansmann (1920–1989), német politikus (SPD), az Alsó-Szászországi Landtag tagja 1959-1965
- Willi Waike (szül. 1938), német politikus (SPD), az Alsó-Szászországi Országgyűlés tagja 1982–1994, Alsó-Szászország pénzügyminisztere 1996–1998
- Friedrich Buttler (* 1941), közgazdász
- Jonatan Briel (1942–1988), filmrendező és forgatókönyvíró 1962-ben alapította a Holzminden ifjúsági filmstúdiót
- Klaus Ritterbusch (* 1947), festő és fényképész
- Wolfgang-Uwe Friedrich (* 1952), a Hildesheimi Egyetem elnöke
- Jacobine von Dunten (1726–1790), Münchhausen báró felesége
- Werner Lämmerhirt (1949–2016), gitáros; utoljára itt élt és itt is halt meg

## Galéria

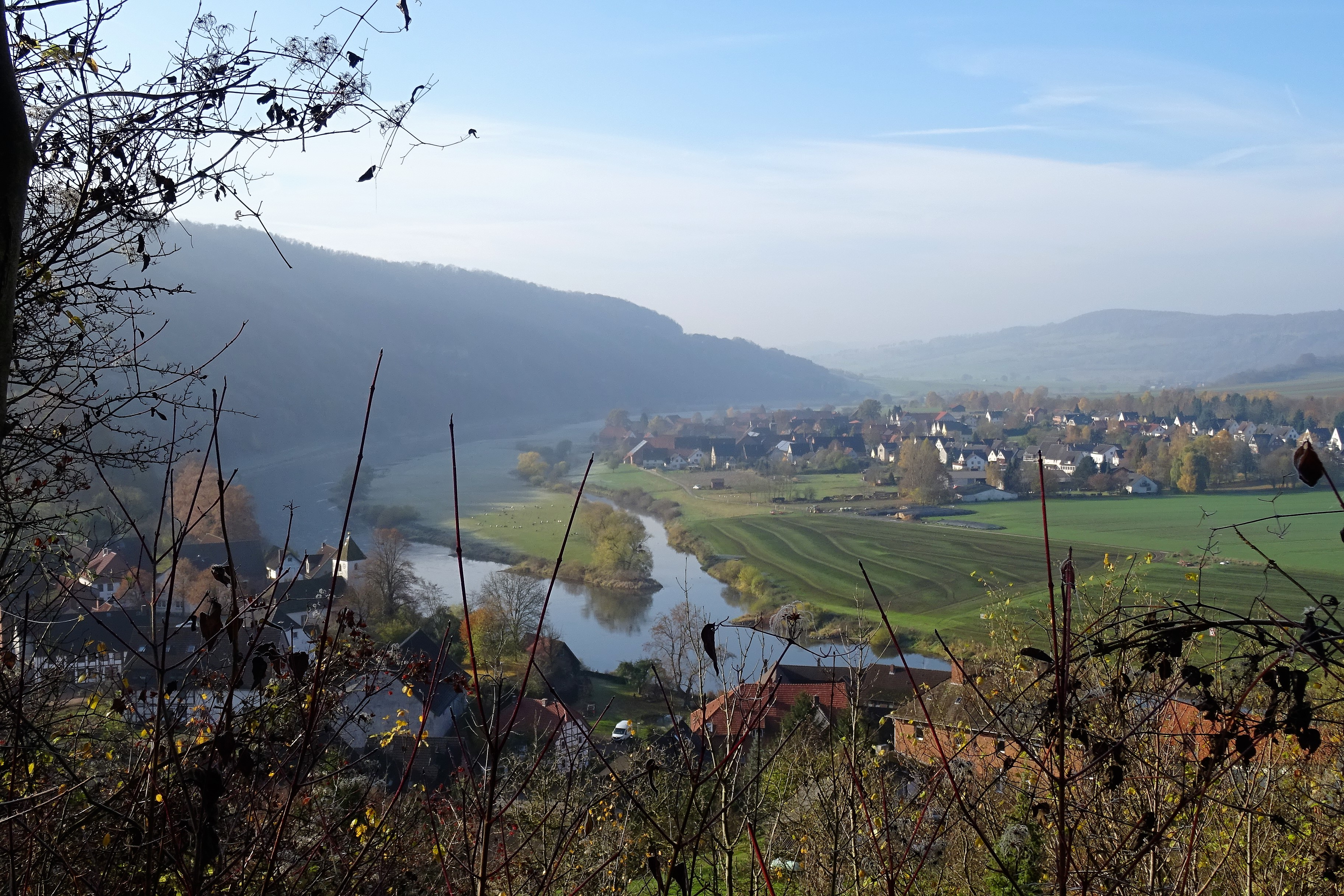
Bodenwerder látképe a Weser folyóval
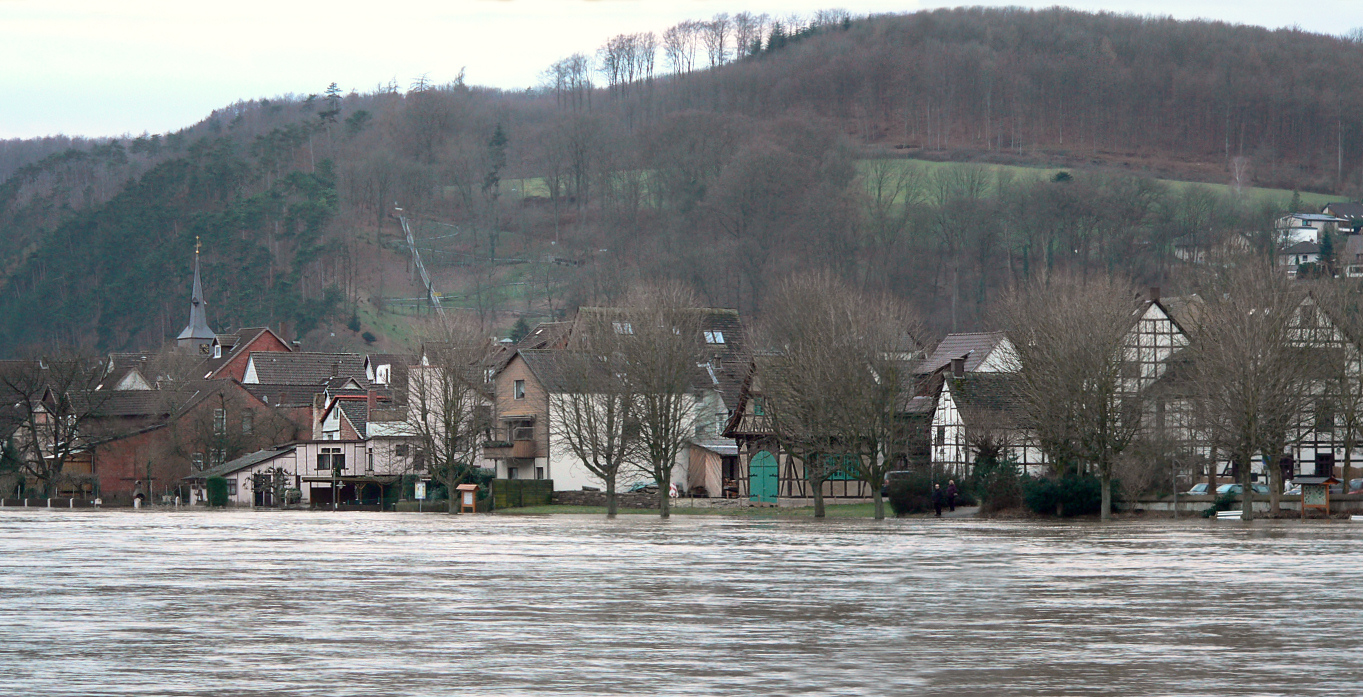
A város a Weser folyóval
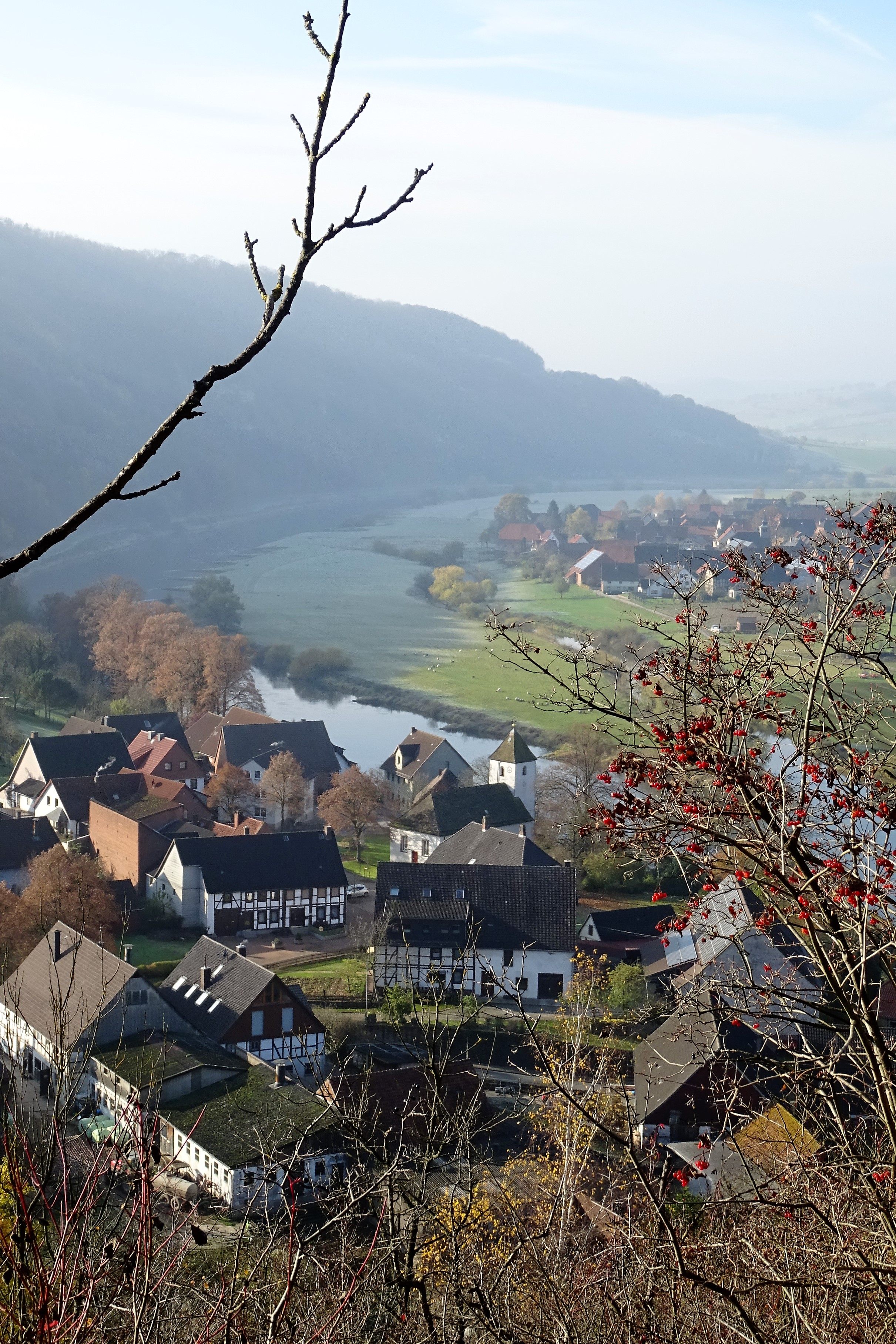
A város a Weser folyóval
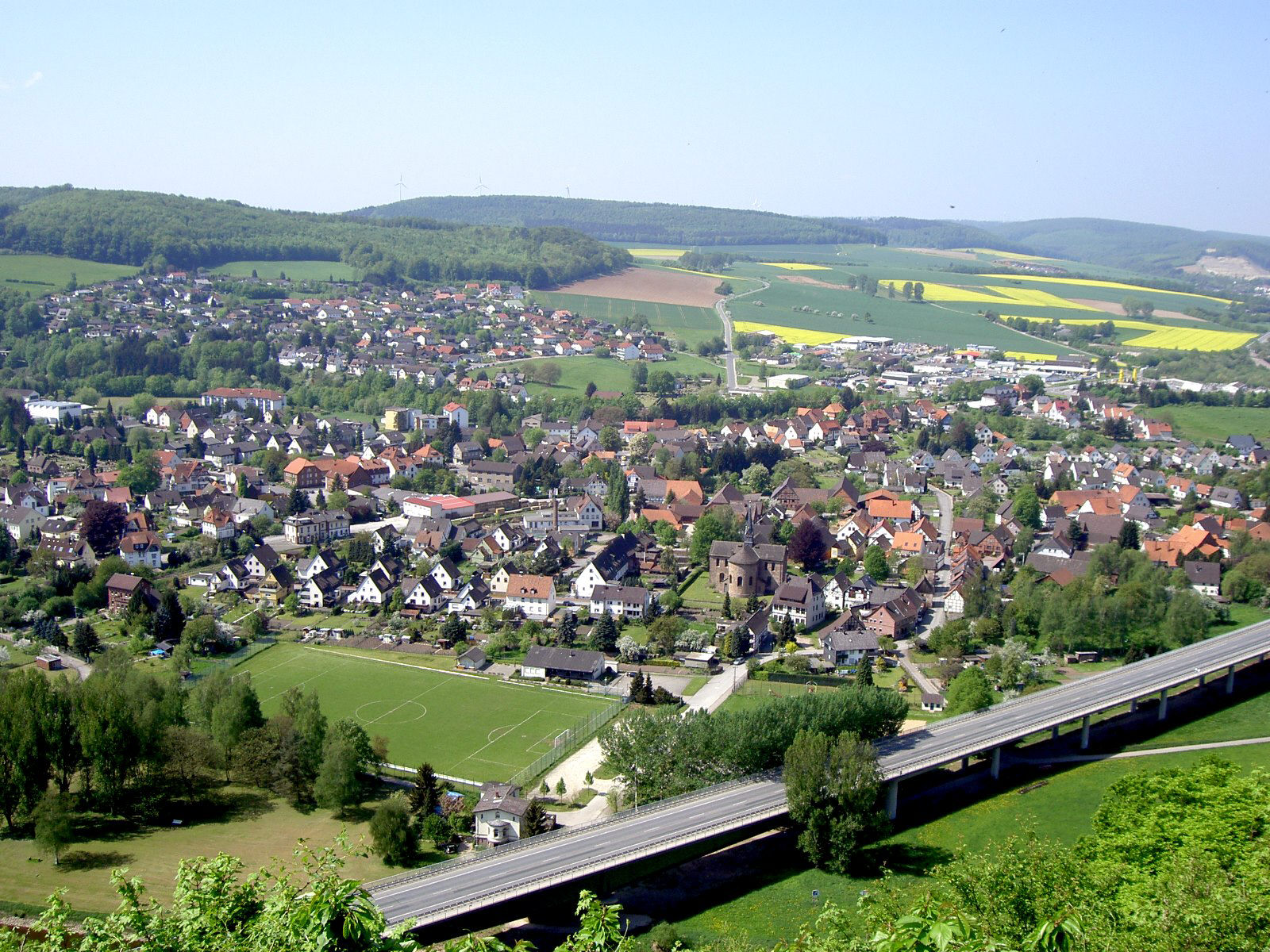
Bodenwerder-Kemnade
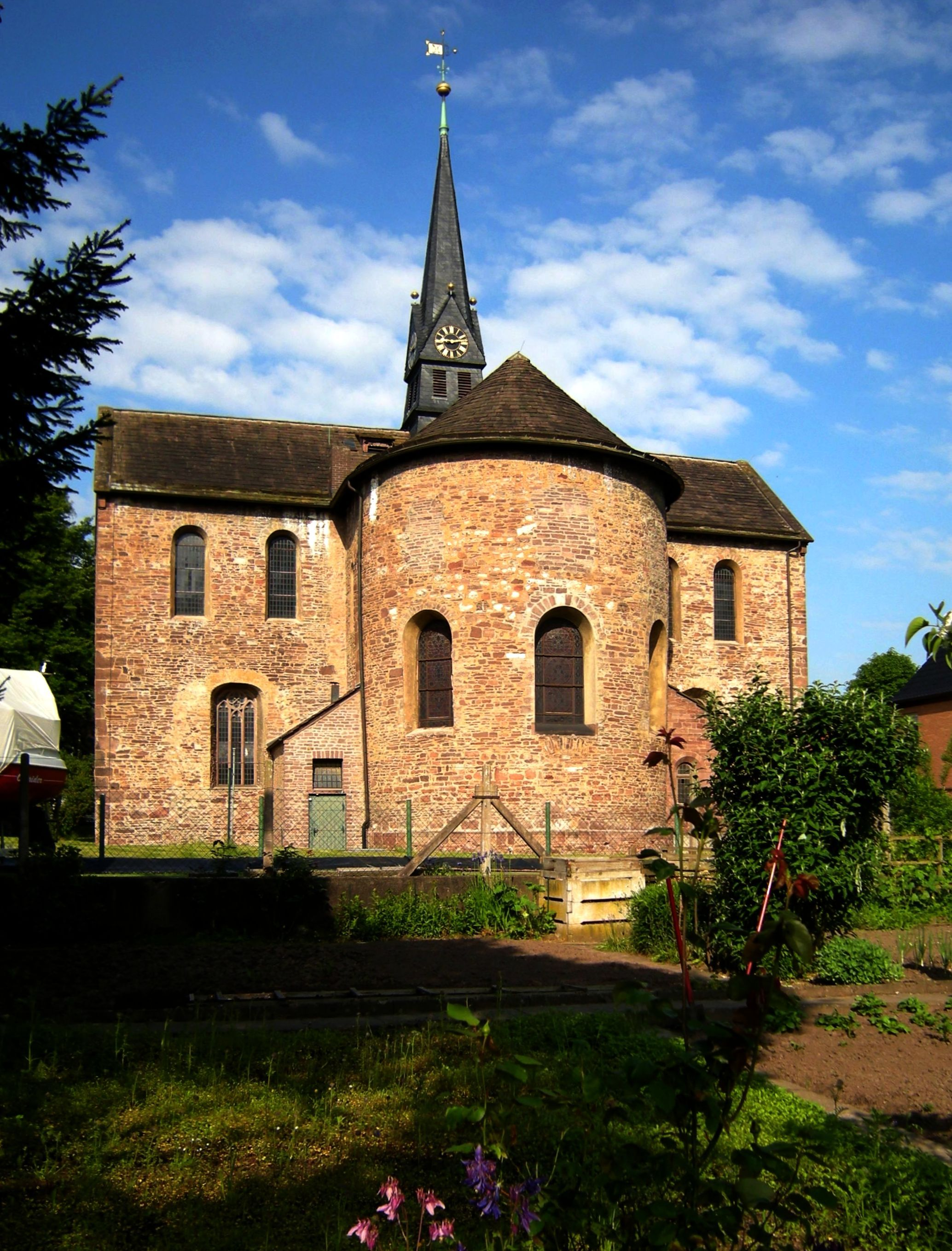
Bodenwerder-Kloster Kemnade
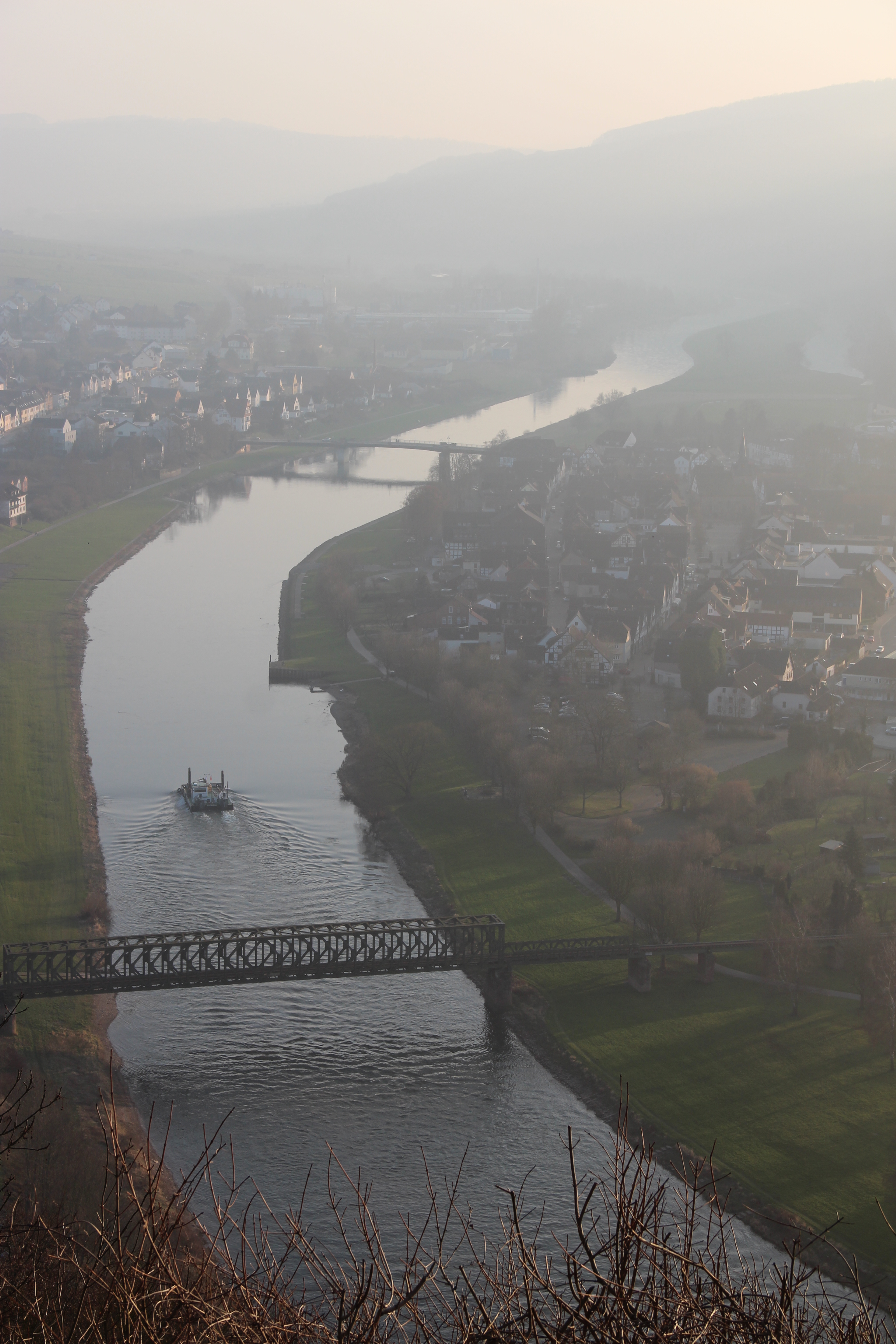
A város látképe a Weser folyóval
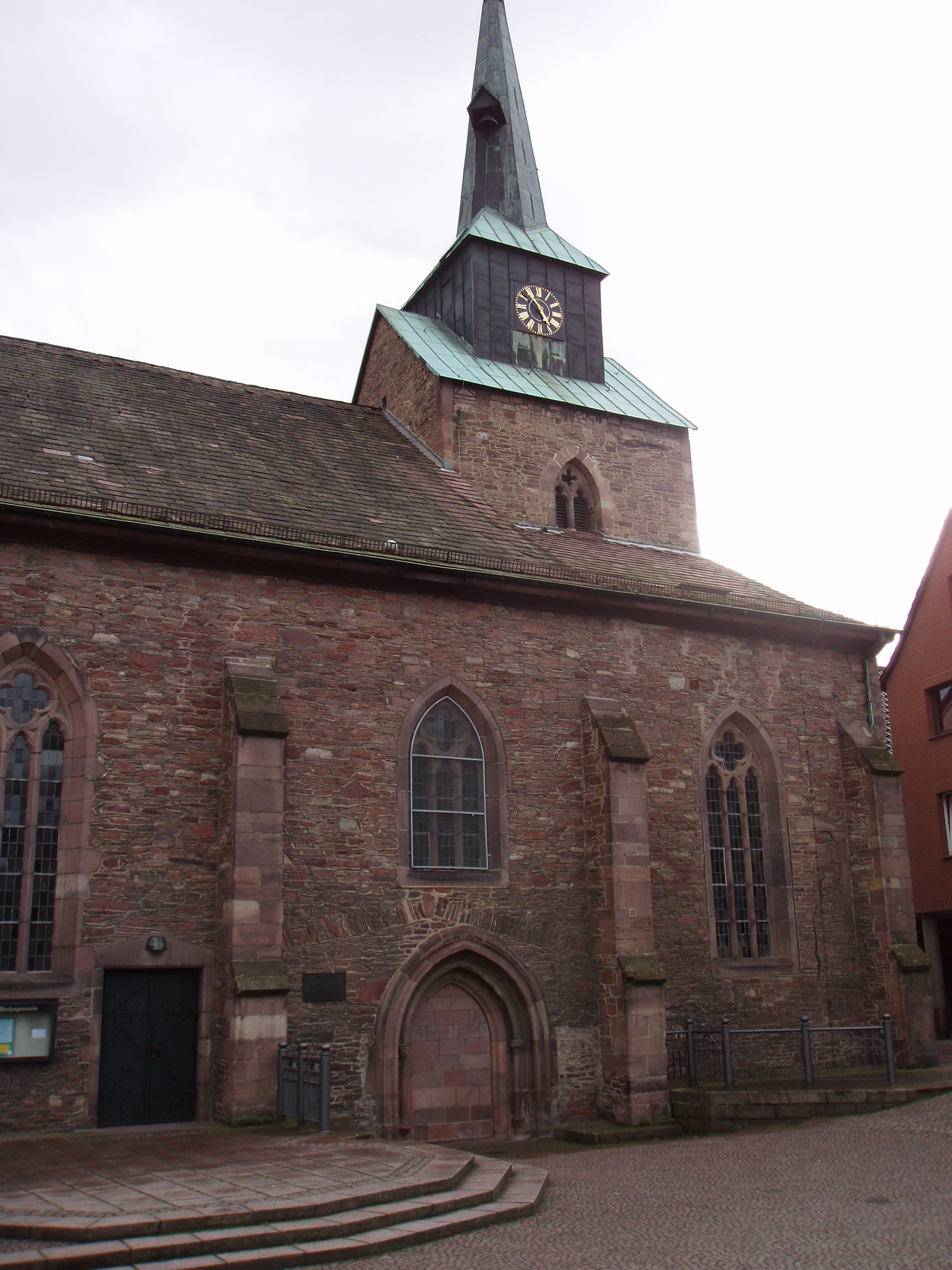
St. Nikolai templom

## Münchhausen-emlékek

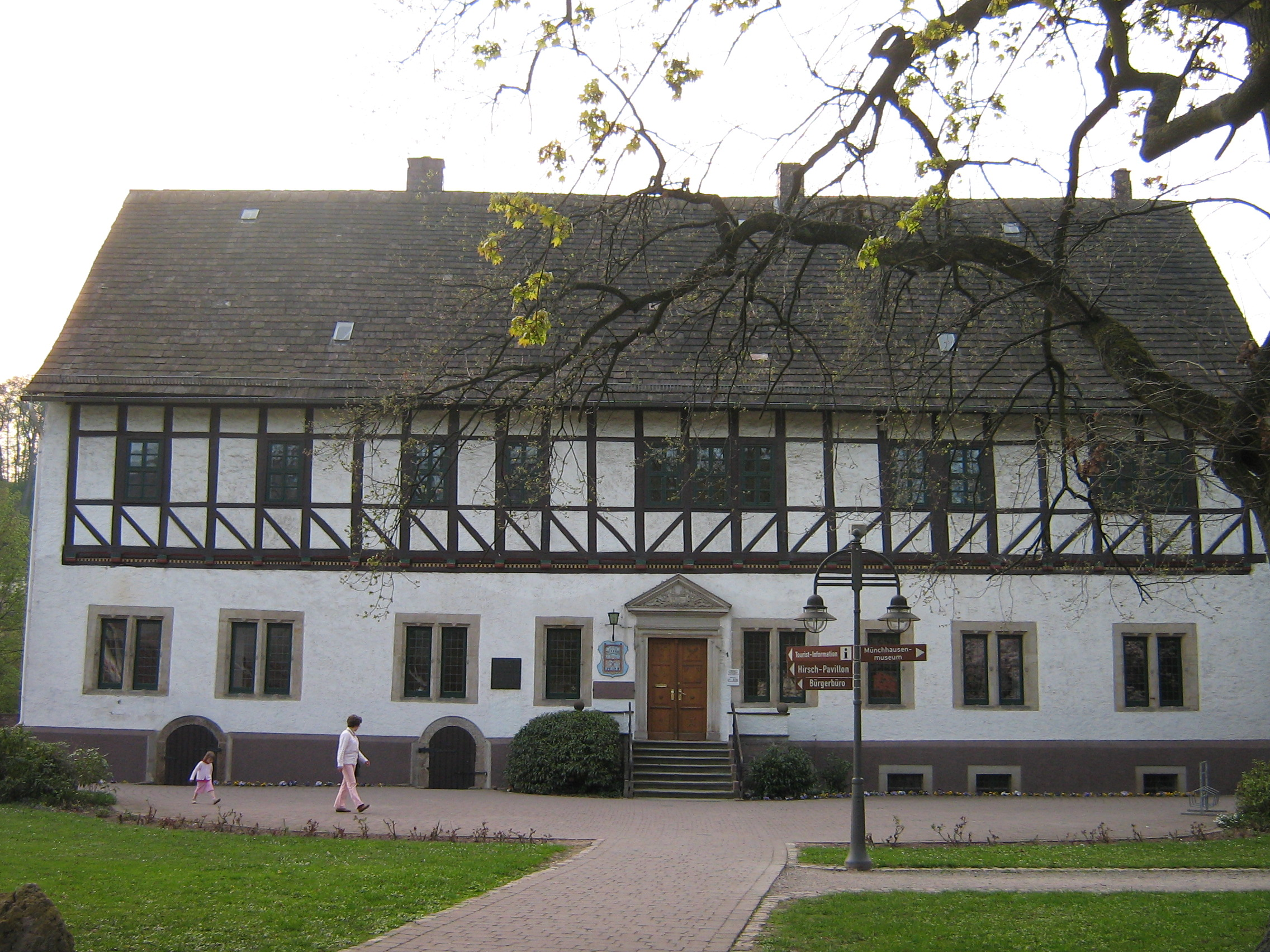
Rathaus, Münchhausen báró szülőháza
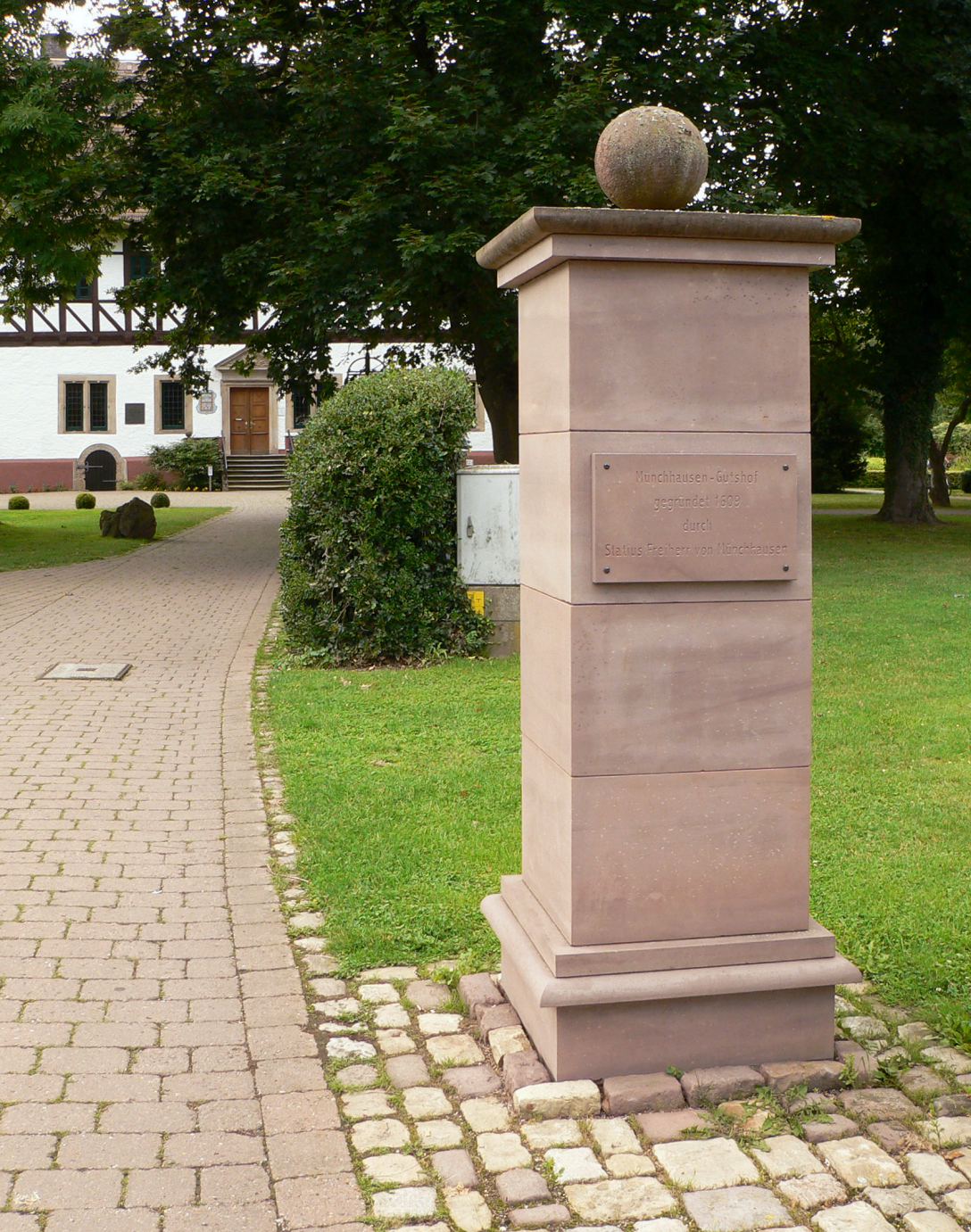
A Münchhausen-ház bejárata
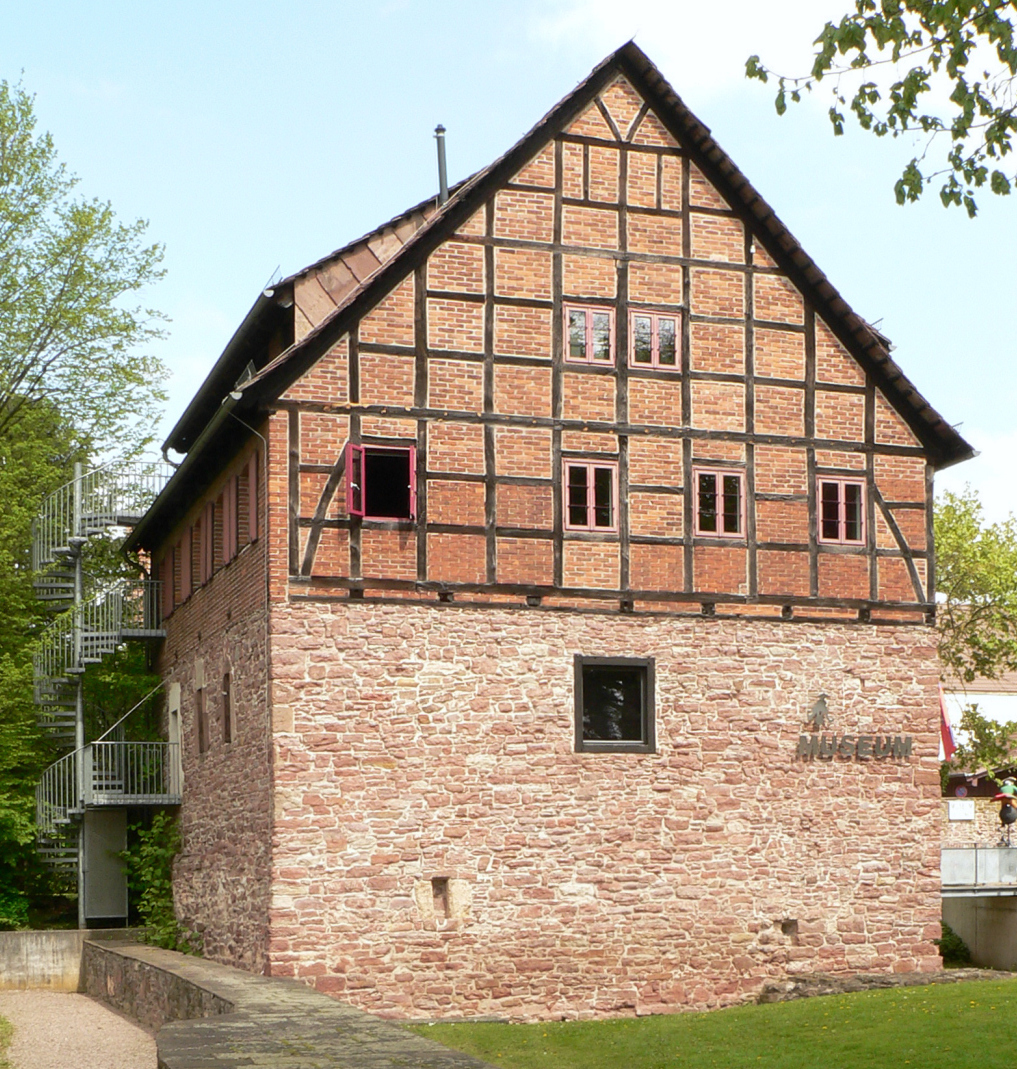
Münchhausen múzeum
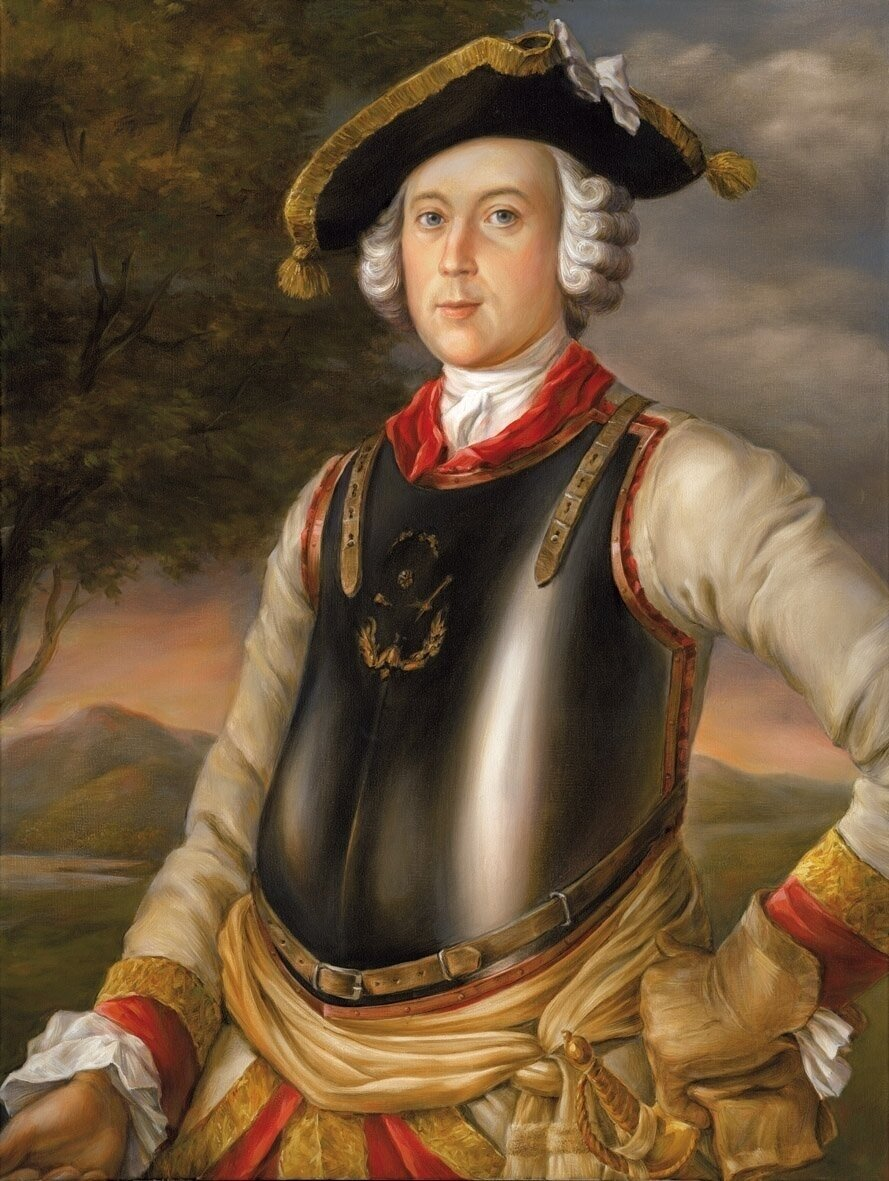
Bruckner – Münchhausen
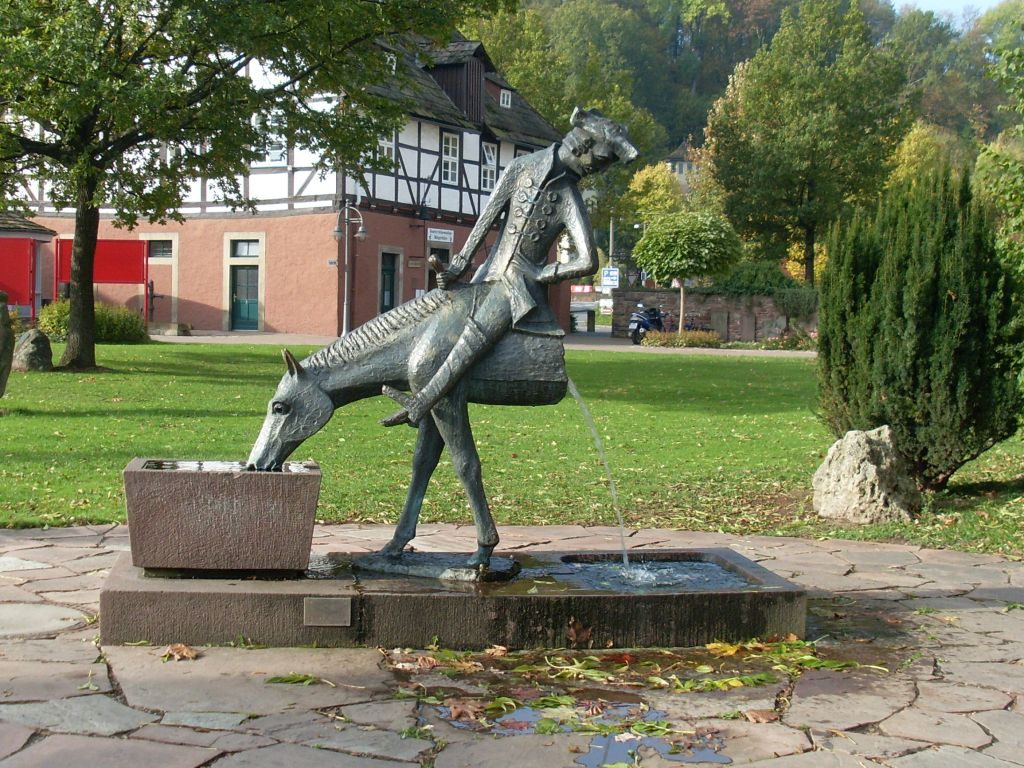
Münchhausen-kút a városban
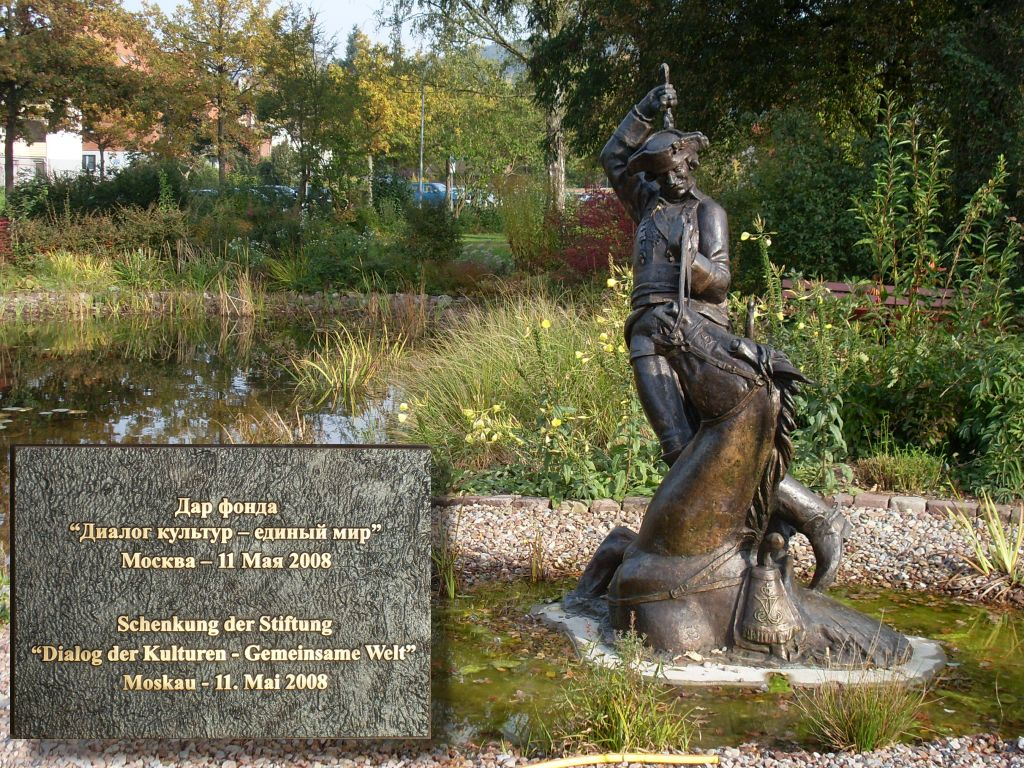
Szobor a városban
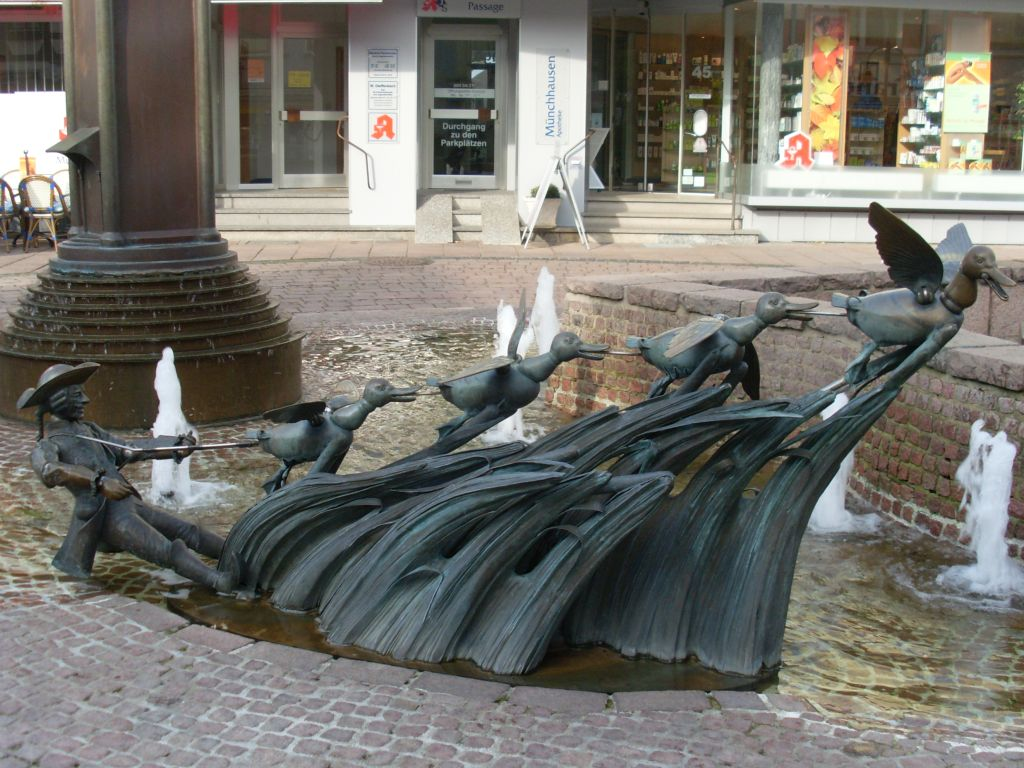
Münchhausen-legenda (szobor a városban)
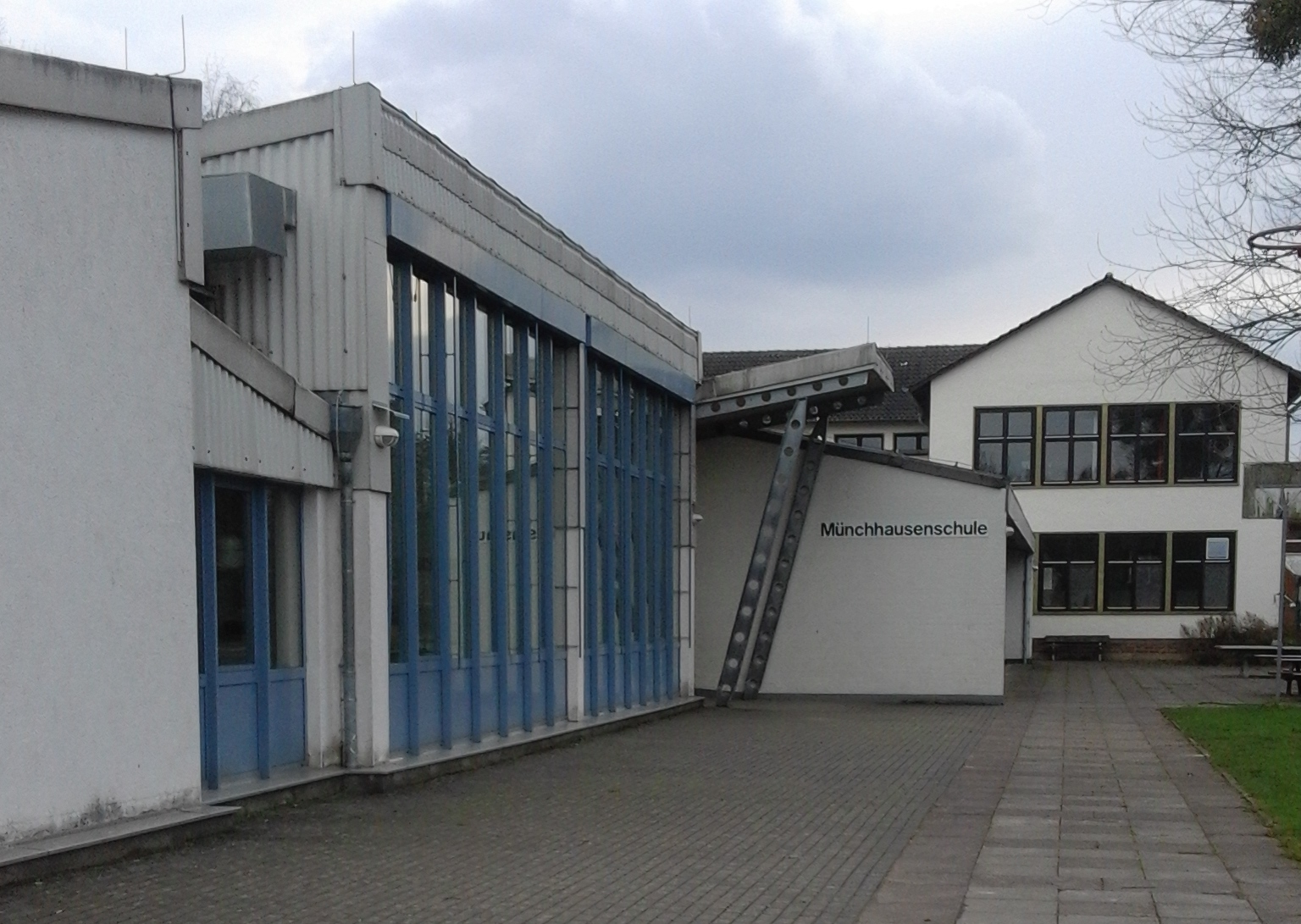
Münchhausenről elnevezett iskola (Münchhasuenschule)

## Népesség
A település népességének változása:
| Lakosok száma | 5597 | 5547 | 5562 | 5561 | 5548 | 5634 | 5618 |
|               | 2015 | 2016 | 2017 | 2019 | 2021 | 2022 | 2023 |